# Shigeyoshi Mochizuki
Shigeyoshi Mochizuki (望月 重良 Mochizuki Shigeyoshi?, Shimizu, Shizuoka, 9 de julio de 1973) es un futbolista japonés que se desempeñaba como centrocampista.

## Clubes
| Club             | País  | Año         |
| ---------------- | ----- | ----------- |
| Nagoya Grampus   | Japón | 1996 - 2000 |
| Kyoto Sanga FC   | Japón | 2000        |
| Vissel Kobe      | Japón | 2001 - 2002 |
| JEF United Chiba | Japón | 2003        |
| Vegalta Sendai   | Japón | 2003        |
| JEF United Chiba | Japón | 2004        |
| Yokohama FC      | Japón | 2005 - 2006 |